# Néstor García (Leichtathlet)
Néstor García, vollständiger Name Néstor Ariel García Rivero, (* 6. Juli 1975) ist ein uruguayischer Leichtathlet.

## Karriere
Der 1,69 Meter große García tritt in den Laufdisziplinen auf den Langstrecken bzw. im Marathon an. Bei den Juniorenweltmeisterschaften 1994 in Lissabon belegte er Rang 22 im 10.000-Meter-Lauf. Er nahm an den Leichtathletik-Weltmeisterschaften 1997 auf der 5000-Meter-Strecke teil, scheiterte jedoch im Vorlauf. Auch bei den Südamerikaspielen 1998 in Cuenca gehörte er dem uruguayischen Aufgebot an. In Winnipeg erreichte er den 6. Platz über 10.000 Meter im Rahmen der Panamerikanischen Spiele 1999. In jenem Jahr lief er mit einer Zeit von 2:12:48 Stunden seine persönliche Bestzeit auf der Marathon-Strecke. In dieser Disziplin ging er auch als Mitglied des uruguayischen Olympiakaders bei den Olympischen Sommerspielen 2000 in Sydney an den Start. Im Endklassement belegte er den 46. Platz. Im Dezember jenes Jahres siegte er beim Buenos-Aires-Marathon.
García ist auch heute (Stand: 15. Juni 2015) noch Inhaber der uruguayischen Landesrekorde auf der 5000- und der 10.000-Meter-Distanz sowie im Halbmarathon und im Marathon.

## Erfolge
- Sieger des Buenos-Aires-Marathons: 2000

## Persönliche Bestleistungen
- 5000 Meter: 13:47,6 min, 10. Mai 1999, Montevideo
- 10.000 Meter: 28:52,34 min, 21. Mai 1998, São Leopoldo
- 10 Kilometer: 28:15 min, 16. Mai 1999, Santos
- Halbmarathon 1:03:47 h, 22. August 1999, Rio de Janeiro
- Marathon: 2:12:48 h, 24. Oktober 1999, Chicago

Stand: 2. August 2015 (sofern nicht anders angegeben)